# Herb Ellis
Mitchell Herbert (Herb) Ellis (geboren op 4 augustus 1921 in Farmersville, Texas, Verenigde Staten - 28 maart 2010) was een Amerikaans jazzgitarist.
Herb Ellis werd bekend na optredens met het Oscar Peterson Trio van 1953 tot 1958. Als enige blanke in het orkest trok hij heel wat aandacht, zeker in een tijd waar racisme wijdverspreid was in de V.S. Daarvoor had hij al gewerkt met Glen Gray and the Casa Loma Orchestra, Jimmy Dorsey en Soft Winds. Hij vertrok op tour met Jazz at the Philharmonic terwijl hij nog bij the Peterson Trio was en werkte mee aan het klassieke jazzalbum Coleman Hawkins Encounters Ben Webster
(1957). Nadat hij het trio verliet, werkte hij samen met heel wat andere muzikanten en hij nam ook eigen albums op. Hij toerde rond met Charlie Byrd en Barney Kessel als the Great Guitars. Ook in The Steve Allen show trad hij op.
Als voornaamste invloed noemt Herb Ellis zelf Charlie Christian. Het was pas nadat hij deze pionier van de elektrische gitaar had horen spelen dat Herb Ellis jazz ernstig begon op te vatten. In de begeleidende tekst bij Softly ... But With That Feeling vertelt Ellis aan Leonard Feather, "...de eerste keer dat ik Christian hoorde vond ik het niet veel bijzonders. Ik dacht: ik kan verdorie sneller spelen dan hij! Maar dan... na een paar keer beluisteren... trof het me als een donderslag: snelheid is niet het belangrijkste! Ik werd er heel emotioneel van, zette mijn gitaar voor een hele tijd opzij en nam me voor om nooit meer te spelen. Maar de volgende dag haalde ik mijn gitaar terug tevoorschijn en probeerde te spelen zoals Charlie Christian..."
Als gitarist inspireerde zijn stijl onder meer gitariste Emily Remler die haar album Firefly aan hem opdroeg.

## Discografie (selectie)
- Jimmy Dorsey and His Jammers (Decca) 1946
- Jimmy Dorsey and His Orchestra (Decca) 1946
- The Soft Winds (Majestic) 1948
- The Dizzy Gillespie-Stan Getz Quintet (Norgran Records) 1950
- The Oscar Peterson Trio (Verve) 1956
- Ellis In Wonderland (Norgran) 1957
- Herb Ellis Meets Jimmy Giuffre (Verve) 1958
- Nothing But The Blues (Verve) 1958
- Thank You Charlie Christian (Verve) 1960
- Softly ... But With That Feeling (Verve) 1961
- The Midnight Roll (Epic) 1962
- Herb Ellis Stuff Smith Together (Epic) 1963
- Herb Ellis Man With The Guitar (DOT) 1965
- Herb Ellis Charlie Byrd (Columbia) 1966
- Ruth Olay Soul In The Night (ABC) 1966
- Mel Brown Chicken Fat (Impluse) 1967
- Seven, Come Eleven (Concord Jazz) 1974
- Soft Shoe (Concord Jazz) 1974
- Great Guitars (Concord Jazz) 1975
- In Session With Herb Ellis Guitar Player 1975
- After You've Gone (Concord Jazz) 1975
- A Pair To Draw To (Concord Jazz) 1976
- Rhythm Willie (Concord Jazz) 1975
- Hot Tracks (Concord Jazz) 1976
- Soft And Mellow (Concord Jazz) 1979
- Herb Ellis At Montreux (Concord Jazz) 1979
- Trio (Concord Jazz) 1980
- Interplay (Concord Jazz) 1981
- Herb Mix (Concord Jazz) 1982
- Doggin' Around (Concord Records) 1989
- Roll Call (Justice)
- Texas Swing (Justice)
- Down Home (Justice)
- An Evening With Herb Ellis (Jazz Focus)
- The Soft Winds (Mercury) 1949
- Three Guitars in Bossa Nova Time (Epic) 1963